# U 764
U 764 war ein deutsches Unterseeboot des Typs VII C, ein so genanntes „Atlantikboot“. Es wurde durch die Kriegsmarine während des U-Boot-Krieges eingesetzt.

## Technische Daten
Obwohl die Kriegsmarinewerft in erster Linie traditionsgemäß mit der Ausrüstung und Reparatur von Kriegsschiffen beauftragt war, war sie ebenfalls bereits seit Kriegsbeginn in das U-Bootbauprogramm eingebunden. Ab 1942 war die Fertigstellung von jährlich 12 U-Booten vorgesehen. Dieser Umfang konnte nie erreicht werden. Die Kriegsmarinewerft lieferte bis 1944 insgesamt 27 U-Boote aus, alle vom Typ VII C. U 764 war Bestandteil des zweiten Bauauftrags, der an diese Werft vergeben wurde. Es war eines von neun VII C-Booten, die im Jahr 1943 in Wilhelmshaven fertiggestellt werden konnten. Ein VII C-Boot hatte eine Länge von 67 m und eine Verdrängung von 865 m³ unter Wasser. Es verfügte über zwei Dieselmotoren, die über Wasser eine Geschwindigkeit von 17 kn ermöglichten. Bei der Unterwasserfahrt trieben zwei Elektromotoren das Boot zu einer Geschwindigkeit von 7 kn an. Die Bewaffnung bestand bis 1944 aus einer 8,8-cm-Kanone und einer 2,0-cm-Flak an Deck, sowie vier Bugtorpedorohren und einem Hecktorpedorohr. Üblicherweise führte ein VII C-Boot 14 Torpedos mit sich. U 764 war mit einem Schnorchel ausgestattet. Dies ist ein Be- und Entlüftungsschlauch, der an einem ausklappbaren Mast befestigt ist und am oberen Ende über einen Schwimmer verfügt. Der Schnorchel gewährleistet die Abfuhr der Dieselgase, so dass ein Schnorchelboot unter Wasser die Dieselmotoren nutzen kann. Gleichzeitig ermöglicht die Frischluftzufuhr längere Unterwasserfahrten.

## Kommandant
- 6. Mai 1943 – 14. Mai 1945

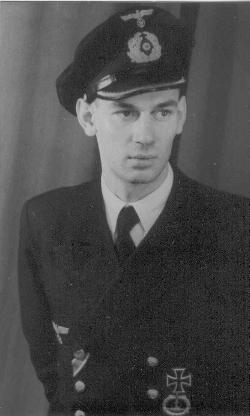

Hans-Kurt von Bremen wurde am 11. August 1918 in Goslar geboren und trat im Jahr 1938 in die Kriegsmarine ein. Er war als Offiziersanwärter Mitglied der Crew 38. Bis zum Frühjahr 1941 diente er als Wachoffizier bei der 12. Minensuchflottille; anschließend absolvierte seine U-Bootausbildung. Im Juli 1941 wurde Leutnant zur See von Bremen für kurze Zeit im operativen Stab des B.d.U. eingesetzt, bis er zur Baubelehrung bezüglich U 598 nach Hamburg beordert wurde. Auf diesem Boot, das im November unter Oberleutnant zur See Gottfried Holtorf in Dienst gestellt wurde, fuhr Hans-Kurt von Bremen bis März 1943 als 1. WO. Am 1. April 1943 wurde Hans-Kurt von Bremen zum Kapitänleutnant befördert. Im Mai desselben Jahres nahm er an der Baubelehrung zu U 764 teil, das er am 6. Mai als Kommandant in Dienst stellte.

## Einsatz und Geschichte
Bei Indienststellung war U 764 zunächst der 8. U-Flottille unterstellt. Die erste Feindfahrt, die das Boot in ein Operationsgebiet in Nähe Neufundlands sowie vor die spanische Küste führte, endete in Brest, wo U 764 der dort stationierten 9. U-Flottille unterstellt wurde, bei der es bis September 1944 verblieb. Im Oktober verlegte das Boot nach Bergen und war dort bis Kriegsende der 11. U-Flottille unterstellt.

### Kampfhandlungen
Auf der ersten Feindfahrt – gleichzeitig die Verlegungsfahrt nach Brest – wurde U 764 der U-Bootgruppe Weddigen zugeteilt, die insgesamt 15 Boote umfasste. Ende November attackierte die Gruppe Weddigen die vereinigt fahrenden Konvois MKS 31 und SL 140. U 764 schoss einen akustisch gesteuerten T-5-Torpedo auf einen Zerstörer ab. Nach einer Detonation, die diesem Torpedo zugeordnet werden konnte waren Sinkgeräusche zu vernehmen, die Kommandant von Bremen als Erfolg deutete.
- 28. November 1943 ein unidentifizierter Zerstörer versenkt gemeldet, bis heute unbestätigt[2]

Im Frühling 1944 operierte U 764 von Brest aus, beispielsweise vor Nordirland und unternahm einen Tieftauchversuch in der Biskaya. Als Teil der U-Bootgruppe Igel gelang es von Bremen am 3. Februar den Konvoi ON 222 aufzuspüren, der aus 51 Handelsschiffen bestand. Er beließ es aber bei der Meldung und zog sich vom Konvoi zurück, ohne einen Angriff zu fahren. Am 6. Juni lief U 764 mit sechs weiteren Booten zur Abwehr der Operation Overlord in den Ärmelkanal von Bremen gelang die Torpedierung eines gegnerischen Kriegsschiffes.
- 15. Juni britische Fregatte Blackwood stark beschädigt, das Schiff sank am folgenden Tag (Lage)

Obwohl vom B.d.U. deutlich der Einsatz „..auch unter der Gefahr des Verlustes des eigenen Bootes...“ befohlen war, brachte von Bremen das Boot, bis auf einen Bruch im Schnorchel unbeschädigt, am 6. August nach Brest zurück. Von dort lief U 764 zur Überführung nach Norwegen aus und attackierte auf der Fahrt erneut Schiffe der Alliierten.
- 20. August 1944 britisches Frachtschiff, Coral mit 638 BRT versenkt (Lage)
- 25. August 1944 Landungsschiff LCT-1074 versenkt (Lage)

Von Bergen, wo das Boot an Weihnachten 1944 angekommen war, fuhr U 764 zu vier weiteren Feindfahrten aus, konnte aber keine weiteren Versenkungen erzielen.

### Kapitulation und Versenkung
Am 26. April 1945 lief U 764 zur achten Feindfahrt aus. Als Operationsgebiet war das englische Seegebiet vorgesehen. Kapitänleutnant von Bremen ergab sich am 14. Mai 1945 im schottischen Fjord Loch Eriboll. U 764 wurde im Rahmen der Operation Deadlight am 3. Januar 1946 durch Artilleriebeschuss nördlich von Irland versenkt.